# Valerio Galeotto Malatesta
Valerio Galeotto Malatesta (Rimini, ... – Gualdo, novembre 1470) è stato un nobile e religioso italiano.

## Biografia
Era figlio naturale di Sigismondo Pandolfo, signore di Rimini e Cesena, legittimato da papa Niccolò V con bolla del 1453 e nominato protonotario apostolico. Ebbe in commenda l'abbazia di San Gaudenzio di Rimini e successivamente fu canonico della cattedrale. Entrò in contrasto con il fratello Roberto, che lo accusò di congiura per voler dischiudere le porte di Rimini all'esercito pontificio, per questo venne fatto uccidere nel novembre 1470, mentre si trovava a Gualdo.

## Discendenza
Ebbe due figlie naturali: Serafina e Camilla.

## Ascendenza
|                               |   |                        | Genitori             |  |  | Nonni |  |  | Bisnonni             |  |  | Trisnonni            |  |
|                               |   |                        |                      |  |  |       |  |  | Galeotto I Malatesta |  |  | Pandolfo I Malatesta |  |
|                               |   |                        |                      |  |  |       |  |  | Galeotto I Malatesta |  |  | Pandolfo I Malatesta |  |
|                               |   | Taddea da Rimini       |                      |  |  |       |  |  | Galeotto I Malatesta |  |  |                      |  |
| Pandolfo III Malatesta        |   |                        |                      |  |  |       |  |  | Galeotto I Malatesta |  |  |                      |  |
|                               |   | Gentile da Varano      | Rodolfo II da Varano |  |  |       |  |  |                      |  |  |                      |  |
|                               |   | Gentile da Varano      | Rodolfo II da Varano |  |  |       |  |  |                      |  |  |                      |  |
|                               |   | Gentile da Varano      | …                    |  |  |       |  |  |                      |  |  |                      |  |
| Sigismondo Pandolfo Malatesta |   | Gentile da Varano      |                      |  |  |       |  |  |                      |  |  |                      |  |
|                               |   | Giacomino di Barignano | …                    |  |  |       |  |  |                      |  |  |                      |  |
|                               |   | Giacomino di Barignano | …                    |  |  |       |  |  |                      |  |  |                      |  |
|                               |   | Giacomino di Barignano | …                    |  |  |       |  |  |                      |  |  |                      |  |
| Antonia da Barignano          |   | Giacomino di Barignano |                      |  |  |       |  |  |                      |  |  |                      |  |
|                               |   | …                      | …                    |  |  |       |  |  |                      |  |  |                      |  |
|                               |   | …                      | …                    |  |  |       |  |  |                      |  |  |                      |  |
|                               |   | …                      | …                    |  |  |       |  |  |                      |  |  |                      |  |
| Valerio Galeotto Malatesta    |   | …                      |                      |  |  |       |  |  |                      |  |  |                      |  |
|                               | … | …                      |                      |  |  |       |  |  |                      |  |  |                      |  |
|                               | … | …                      |                      |  |  |       |  |  |                      |  |  |                      |  |
|                               | … | …                      |                      |  |  |       |  |  |                      |  |  |                      |  |
| …                             | … |                        |                      |  |  |       |  |  |                      |  |  |                      |  |
|                               |   | …                      | …                    |  |  |       |  |  |                      |  |  |                      |  |
|                               |   | …                      | …                    |  |  |       |  |  |                      |  |  |                      |  |
|                               |   | …                      | …                    |  |  |       |  |  |                      |  |  |                      |  |
| …                             |   | …                      |                      |  |  |       |  |  |                      |  |  |                      |  |
|                               |   | …                      | …                    |  |  |       |  |  |                      |  |  |                      |  |
|                               |   | …                      | …                    |  |  |       |  |  |                      |  |  |                      |  |
|                               |   | …                      | …                    |  |  |       |  |  |                      |  |  |                      |  |
| …                             |   | …                      |                      |  |  |       |  |  |                      |  |  |                      |  |
|                               |   | …                      | …                    |  |  |       |  |  |                      |  |  |                      |  |
|                               |   | …                      | …                    |  |  |       |  |  |                      |  |  |                      |  |
|                               |   | …                      | …                    |  |  |       |  |  |                      |  |  |                      |  |
|                               |   | …                      |                      |  |  |       |  |  |                      |  |  |                      |  |